# Diachasmimorpha longicaudata
Diachasmimorpha longicaudata – gatunek błonkówki z rodziny męczelkowatych.

## Zasięg występowania
Gatunek ten pochodzi z Azji Południowo-Wschodniej. Został również introdukowany w Ameryce Północnej i Południowej.

## Budowa ciała
Samice osiągają 3,6 – 5,4 mm długości zaś samce 2,8 – 4 mm. Czułki są dłuższe niż długość ciała. Pokładełko również dłuższe od ciała.
Ubarwienie ciała czerwono-brązowe. Gaster u samicy często ma czarny pasek po grzbietowej stronie, zaś u samca tylne jego segmenty od strony grzbietowej często są ciemnobrązowe lub czarne. Czułki od czwartego segmentu przyciemniają się aż do koloru czarnego. Oczy brązowe. Końcówka pokładełka czarna.

## Biologia i ekologia
Diachasmimorpha longicaudata jest parazytoidem larw muchówki Anastrepha suspensa.

## Znaczenie dla człowieka
Gatunek ten ma znaczenie w biologicznych metodach kontroli liczebności szkodników.